# Trevi-Brunnen
Der Trevibrunnen (italienisch Fontana di Trevi) ist ein Monumentalbrunnen auf der Piazza di Trevi vor dem Palazzo Poli in Rom. Er wurde in den Jahren 1732–1762 vom Architekten Nicola Salvi für Papst Clemens XII. geschaffen und gilt als Meisterwerk des Barock. Der Trevibrunnen ist der größte Brunnen Roms und einer der bekanntesten Brunnen der Welt. Er wird von der Acqua Vergine mit 80 Millionen Litern Wasser pro Tag versorgt.

## Geschichte

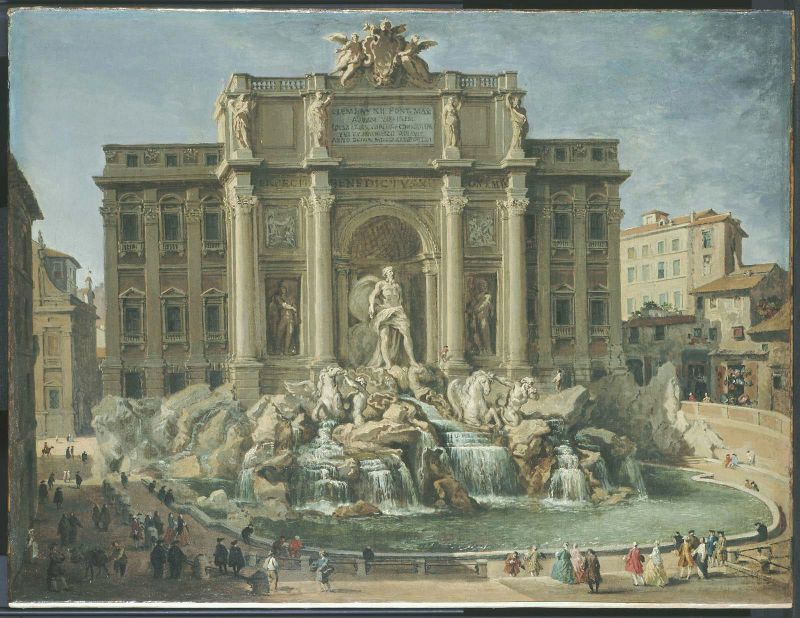
Fontana di Trevi, Giovanni Paolo Pannini, 18. Jahrhundert

Im Jahr 19 v. Chr. ließ der Konsul Marcus Agrippa zur Versorgung der von ihm erbauten Thermen neben dem Pantheon den Aquädukt Aqua Virgo anlegen. Dieser Aquädukt, der als einziger seit der Antike ununterbrochen in Betrieb ist, führt Wasser aus den Sabiner Bergen über eine Strecke von 26 Kilometern nach Rom. Spätestens im 12. Jahrhundert speisten drei Ausgänge, mit denen die Wasserleitung endete, Brunnentröge an der heutigen Via del Corso. Der Name Trevi für den Stadtteil und den Brunnen könnte sich auf diese drei Quellen beziehen oder auch auf die Kreuzung dreier Straßen (italienisch: tre vie) in der Nähe.
1453 ließ Papst Nikolaus V. nach Restaurierungsarbeiten dem Aquädukt einen neuen Endpunkt geben. Leon Battista Alberti errichtete eine Fassade mit Inschrift und Papstwappen, aus der sich das Wasser aus drei Speiern in ein einfaches, rechtwinkliges Brunnenbecken ergoss. Papst Pius IV. veranlasste die grundlegende Sanierung der Wasserleitung von der Quelle bis in die Stadt, die zwischen 1561 und 1570 durchgeführt wurde. Im Jahre 1640 begann Gian Lorenzo Bernini im Auftrag von Papst Urban VIII. mit dem Bau eines aufwändigeren Brunnens am heutigen Platz. Aus Geldmangel wurden jedoch nur der Platz vergrößert und ein großes, flaches Brunnenbecken ausgeführt. Etwa gleichzeitig errichteten die Grafen Conti di Poli im Anschluss an den Brunnen die zwei Flügel ihres Palastes.
Nach etlichen erfolglosen Anläufen zum Neubau des Brunnens lobte Papst Clemens XII. einen Architekturwettbewerb aus, an dem viele namhafte Architekten der Zeit teilnahmen. Überraschend vergab Clemens den Auftrag an den unbekannten Nicola Salvi. Salvi (1697–1751) hatte bis dahin kaum Bauten errichtet. Er begann 1732 mit der Ausführung des Brunnens, dessen Fassade sich in voller Länge an den Palazzo Poli anlehnt. Unterstützt wurde er dabei von seinem Freund Luigi Vanvitelli. Der Graf von Poli legte gegen den Bau Protest ein, weil diese neue Palastfassade in keiner Weise Rücksicht auf die Architektur seiner Gebäude, insbesondere deren Geschosshöhen nahm. Dieser Protest wurde aber zurückgewiesen.

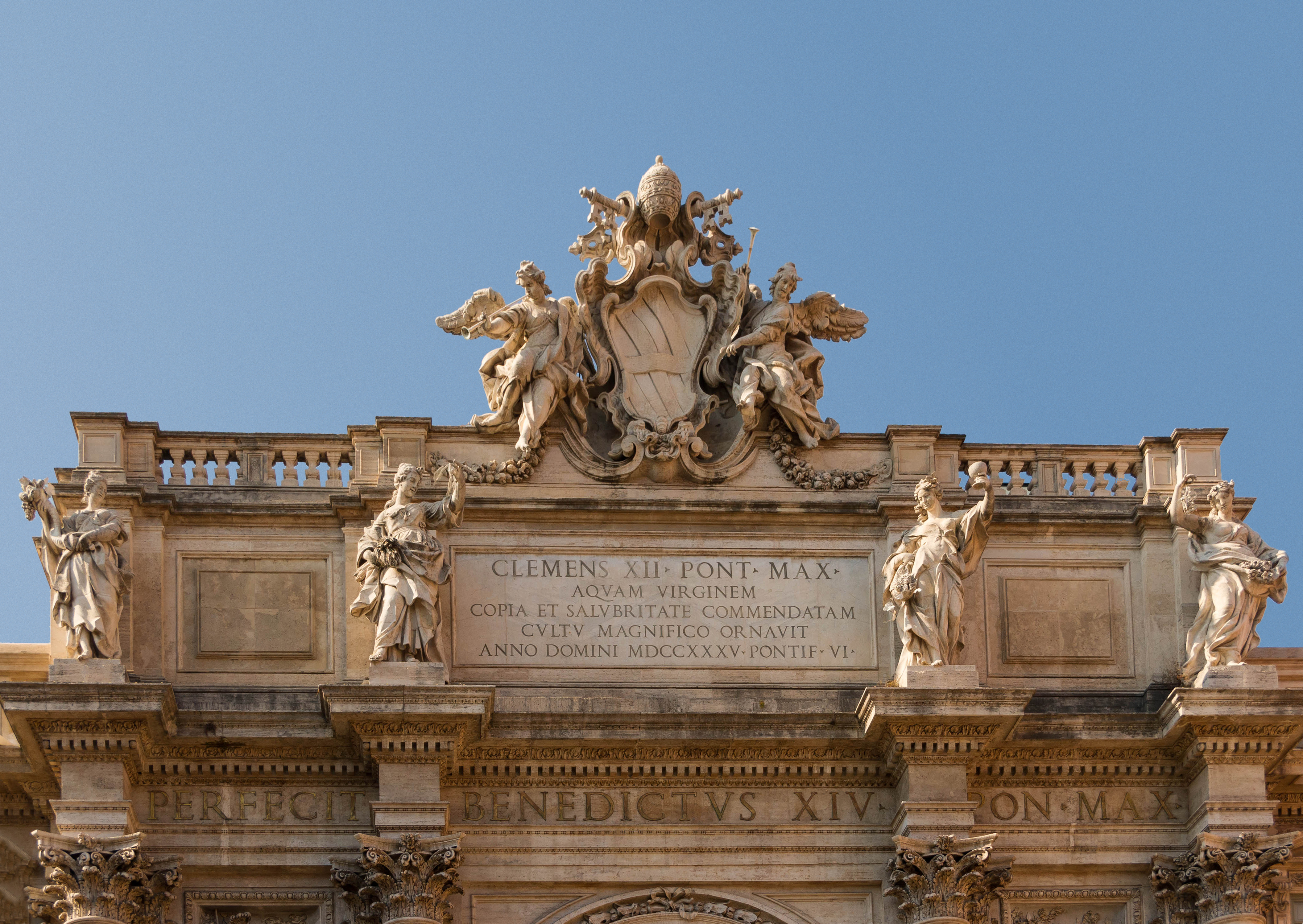
Fassadendetail Wappen Clemens’ XII.

Im Jahre 1735 weihte Papst Clemens XII. den neuen Brunnen ein, obwohl die Arbeiten noch in vollem Gange waren. Die feierliche Inbetriebnahme diente vor allem der öffentlichen Legitimation des Projekts, dessen symbolische und urbane Bedeutung für das spätbarocke Rom bereits deutlich sichtbar war. Auch nach dessen Tod 1740 wurden die Arbeiten stockend unter Papst Benedikt XIV. fortgesetzt. An der langen Bauzeit waren nicht nur immer wiederkehrende Finanzierungsprobleme schuld, auch die äußerst penible Arbeitsweise Salvis trug dazu bei. Er ließ zum Beispiel manche Teile der Felslandschaft bis zu zehnmal neu fertigen, bis er damit zufrieden war. Ab 1744 erschwerte zudem seine sich verschlechternde Gesundheit den Fortgang. 1751 starb Salvi, Giuseppe Pannini vollendete dessen Pläne bis zur Fertigstellung 1762. Lediglich die Skulptur des Oceanus wurde von Pietro Bracci neu entworfen, da der ursprüngliche Entwurf Papst Benedikt zu bullig und brutal erschien.

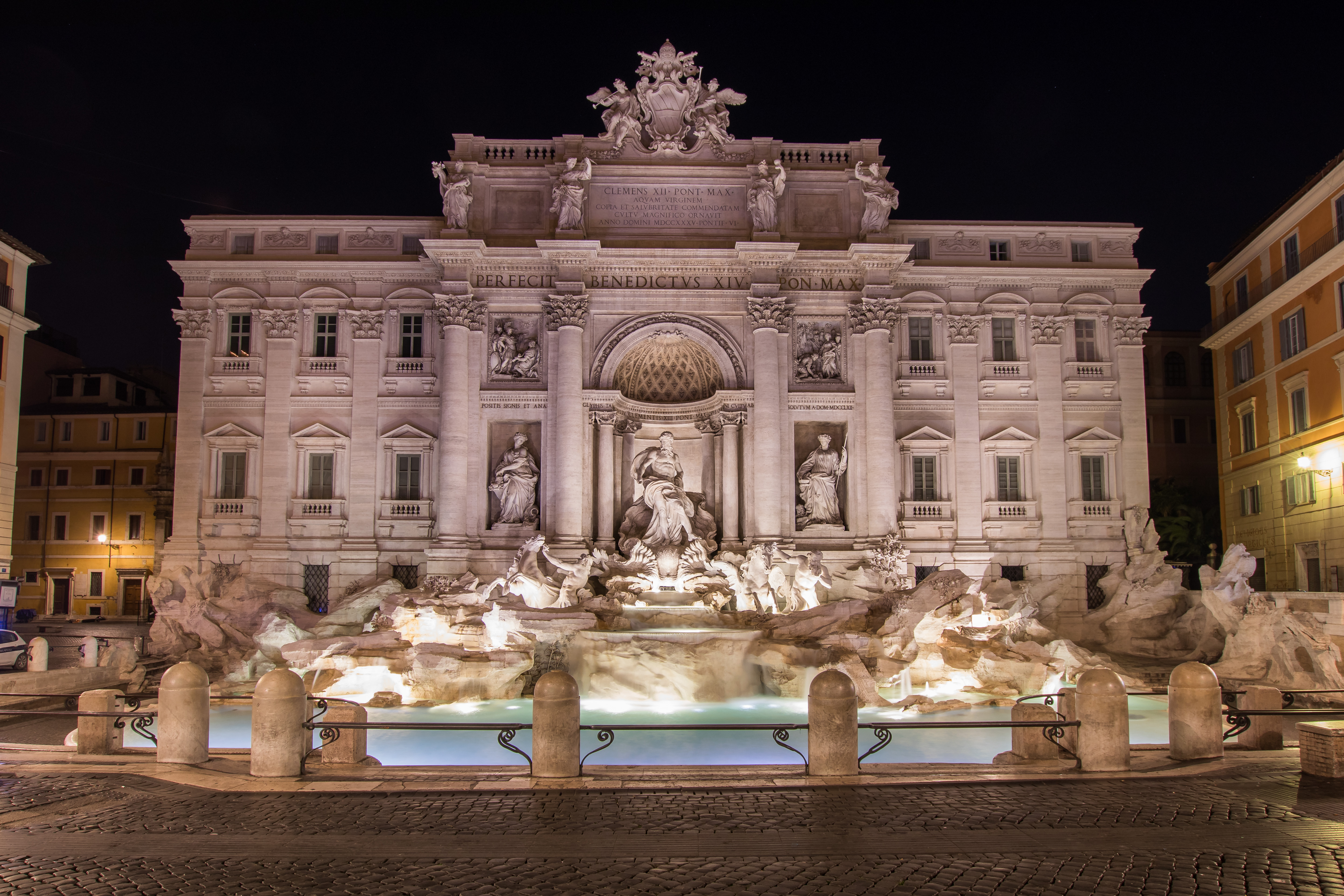
Trevibrunnen bei Nacht

## Architektur

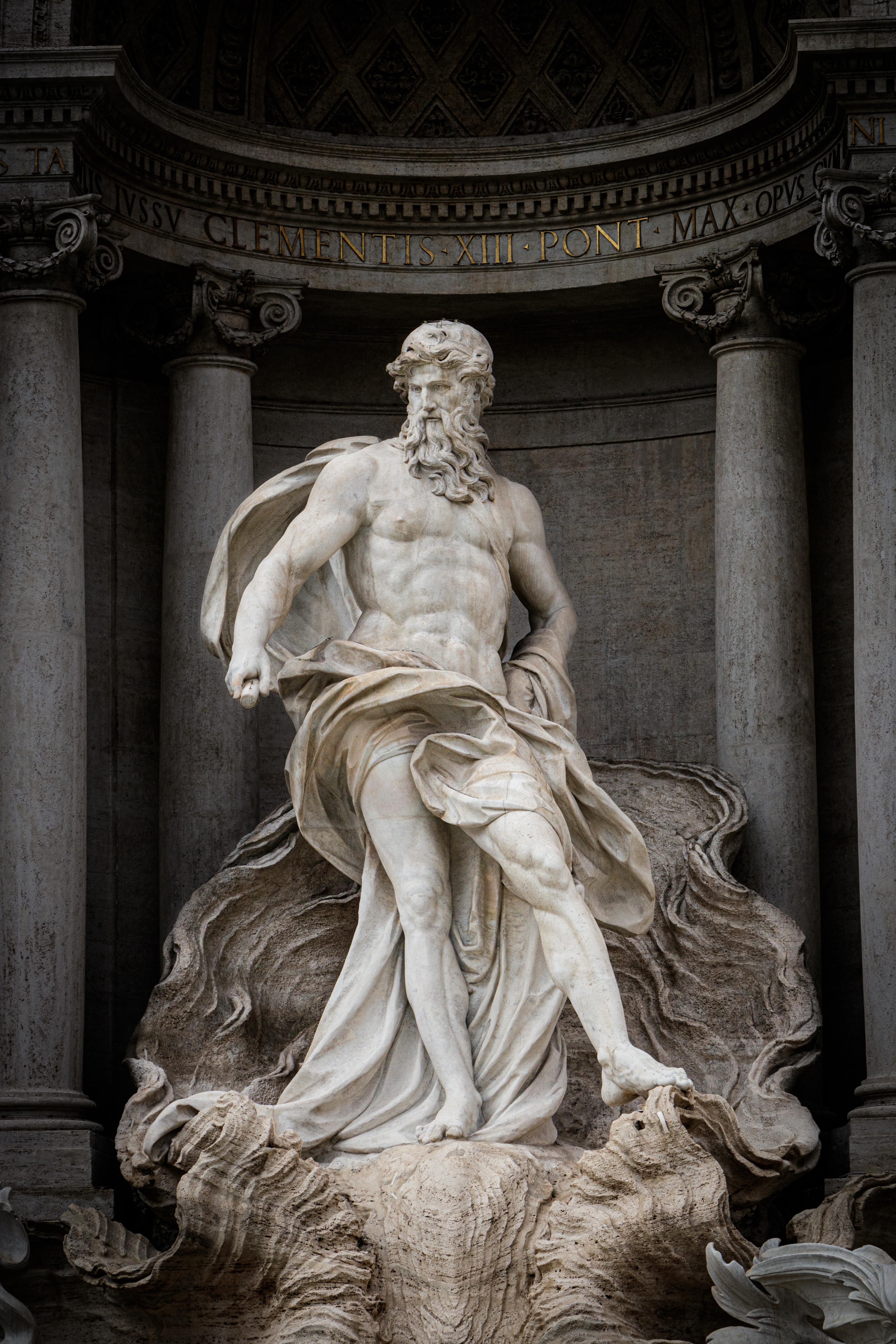
Oceanus

Der Trevibrunnen besteht aus einer Palastfassade, der ein Triumphbogen vorgesetzt ist. Davor tummeln sich Meeresgestalten auf einer Felslandschaft, über die sich das Wasser in ein großes, flaches Becken ergießt. Das verwendete Material ist Travertin aus Tivoli und Marmor aus Carrara.
Mit 26 Meter Höhe und rund 49 Meter Breite ist er der größte Brunnen Roms und einer der bekanntesten Brunnen der Welt. Stilistisch ist er dem späten Barock zuzuordnen, im Übergang zum frühen Klassizismus.
Der Trevibrunnen ist der dritte Brunnen in Rom, der als Endpunkt einer renovierten antiken Wasserleitung das Triumphbogenmotiv aufnimmt. Salvi entwickelt die Vorbilder, den Mosesbrunnen (1587 fertiggestellt) und die Fontana Paola (1613 fertiggestellt), weiter und führt deren Architekturprinzip in monumentalerer Form aus. Der Wasserverbrauch des Trevibrunnens, der von der Acqua Vergine gespeist wird, beträgt 80 Millionen Liter pro Tag.
Salvis Thema waren die Naturgewalten, die das Werk der Menschen bedrohen. Auf der rechten Seite scheint die Fassade durch die hervorbrechenden Felsen bereits zu zerbrechen. Die dramatische Wirkung wird noch durch das vom fließenden Wasser erzeugte Meeresrauschen verstärkt, das schon in den Seitengassen zu hören ist. Salvi hat lange experimentiert, mit welcher Steinoberfläche er diesen Effekt trotz der relativ geringen Wassermenge erreichen kann. Auf den Felsen sind allerlei Fabelwesen des Meeres wie Meerespferde und Tritonen angeordnet, die dem Betrachter entgegenstürmen. Über ihnen steht im Zentrum der herrschaftliche Meeresgott Oceanus bereits in der mittleren Nische des Triumphbogens.
Der Triumphbogen stellt eine Neuinterpretation des Konstantinbogens dar. In den Nischen rechts und links des Oceanus stehen Figuren, die von Filippo della Valle geschaffen wurden, die die Gesundheit und die Fruchtbarkeit symbolisieren. Darüber befindet sich jeweils ein Relief. Rechts zeigt eine Jungfrau (lateinisch virgo, daher der Name Aqua Virgo) Soldaten Agrippas die Quelle in den Sabiner Bergen. Links befiehlt Agrippa den Bau des Aquädukts. Auf dem Architrav stehen vier Figuren, die als Allegorien von rechts nach links die satten Wiesen, die Gaben des Herbstes, die Fruchtbarkeit der Felder und die Fülle der Früchte darstellen. Die Inschriften huldigen den am Bau beteiligten Päpsten. Bekrönt wird die Brunnenanlage mit dem Wappen Clemens XII.
Die Wirkung des Brunnens wird durch das ansteigende Niveau der Piazza di Trevi noch erhöht, so dass man, wenn man um den Brunnen geht, die Szenerie aus ständig wechselnden Blickwinkeln erlebt. Den Kontrapunkt bildet die gegenüberliegende Kirche Santi Vincenzo e Anastasio mit ihrer ungewöhnlichen Fassade mit vielen eng stehenden Säulen.
Wenige Meter entfernt im Vicolo del Putarello wurden beim Bau eines Kinos ein Teil der Acqua Vergine sowie Reste von Wohnhäusern aus der Kaiserzeit ausgegraben. Der Komplex ist unter dem Namen Città del’Acqua zu besichtigen. Rund 20 Meter nordöstlich befindet sich die Barock-Kirche Santa Maria in Trivio mit Fresken von Antonio Gherardi.

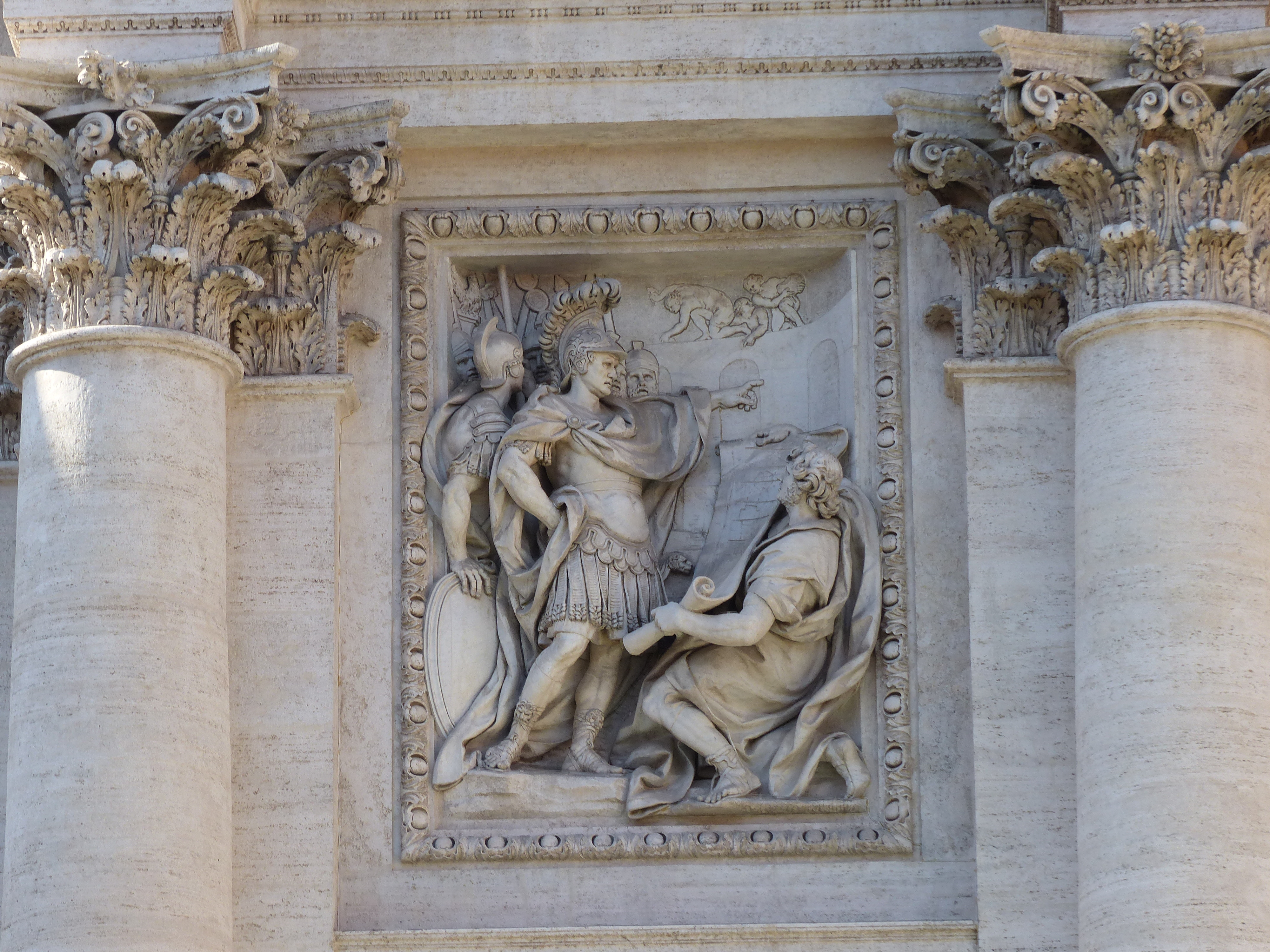
Agrippa befiehlt den Bau des Aquädukts
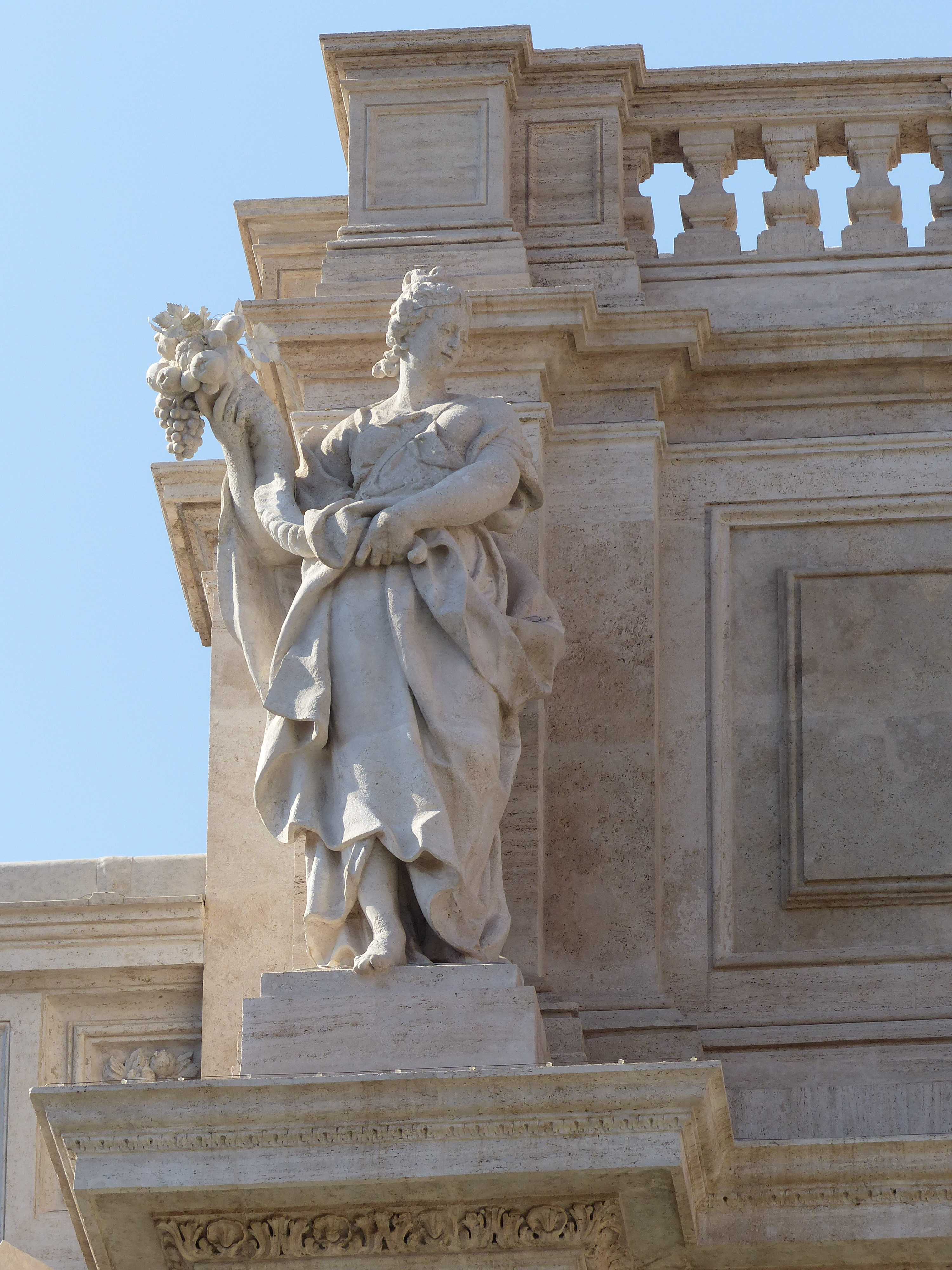
Allegorie der Fülle der Früchte
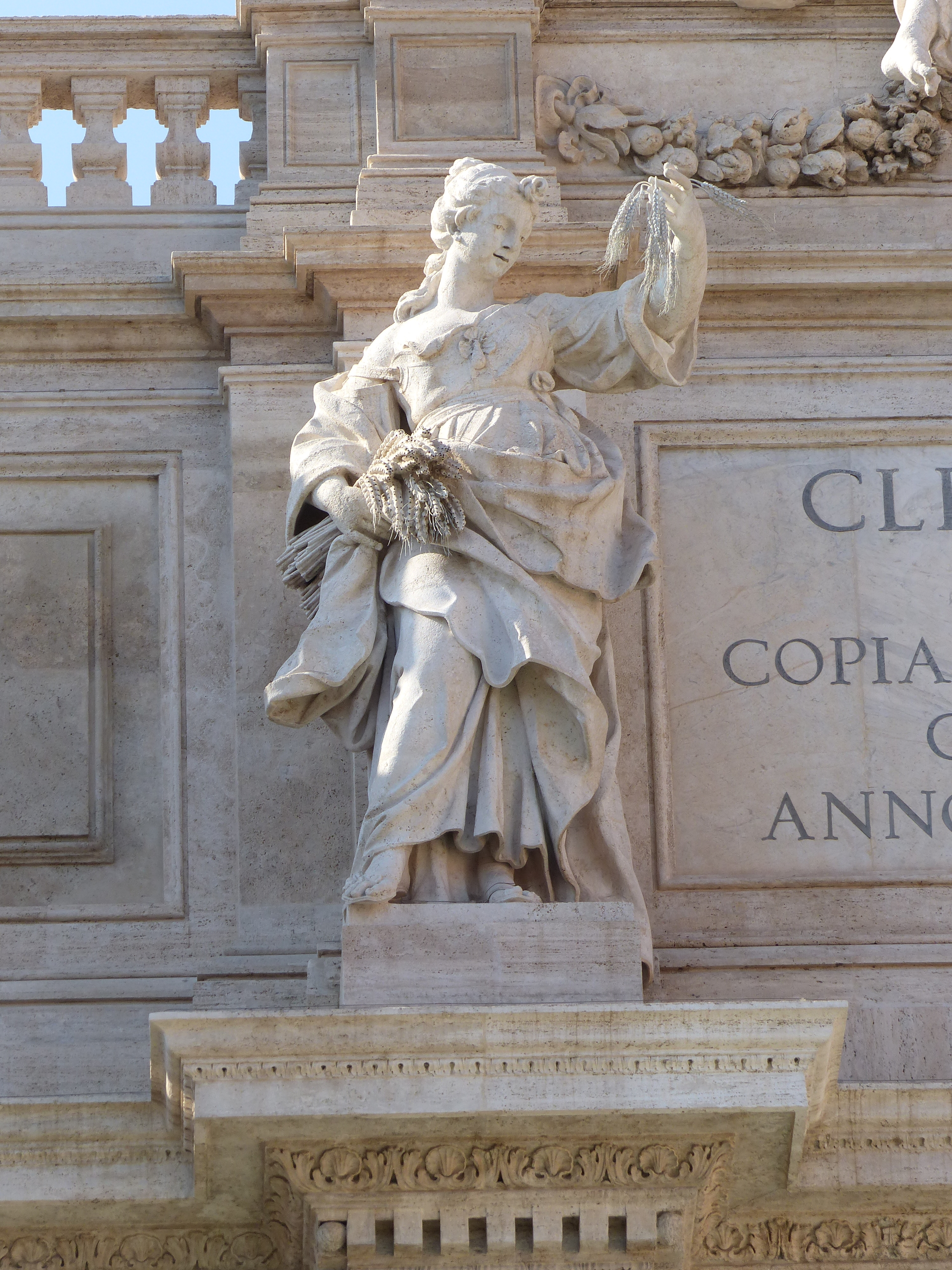
Allegorie der Fruchtbarkeit der Felder
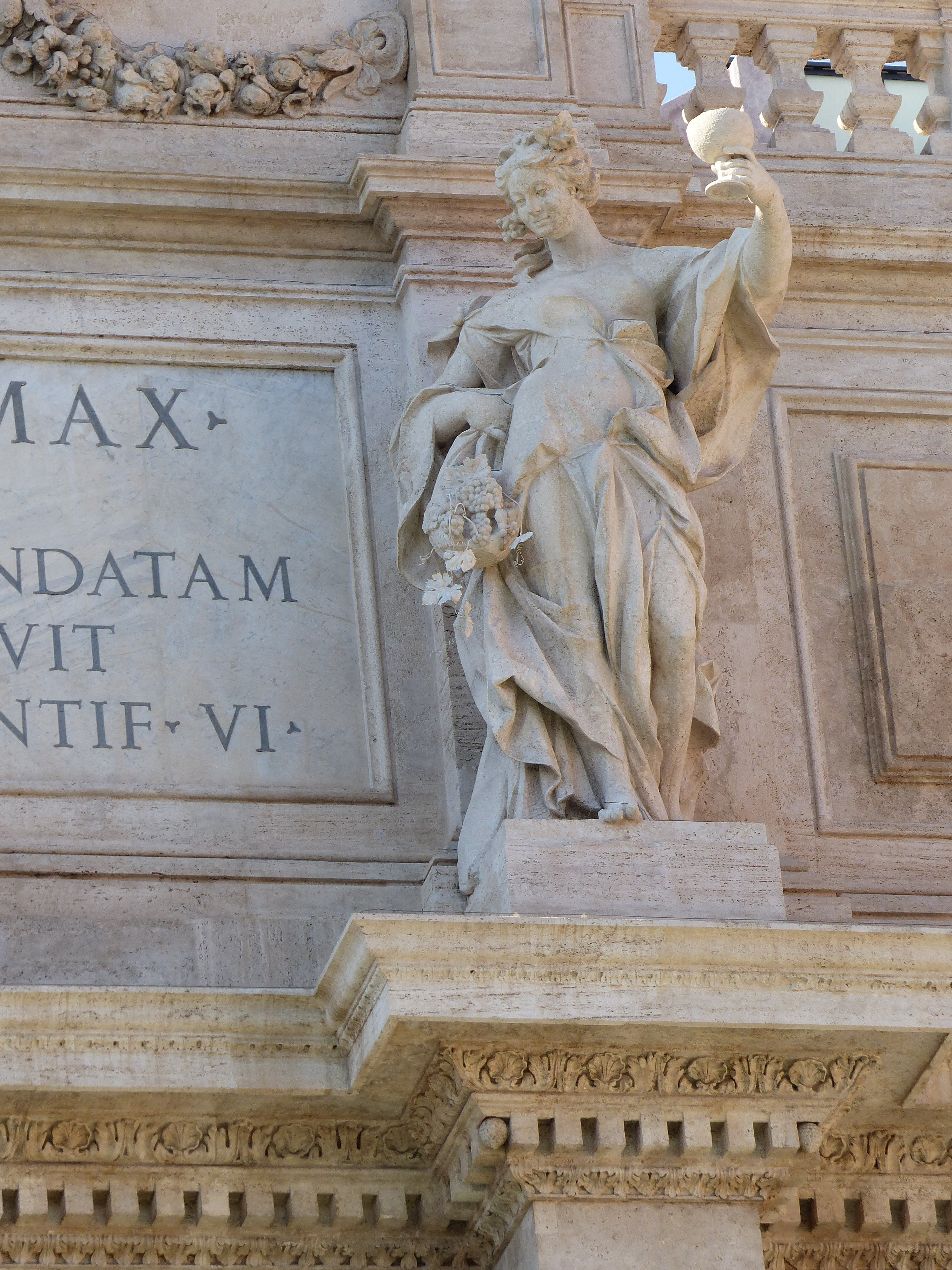
Allegorie der Gaben des Herbstes
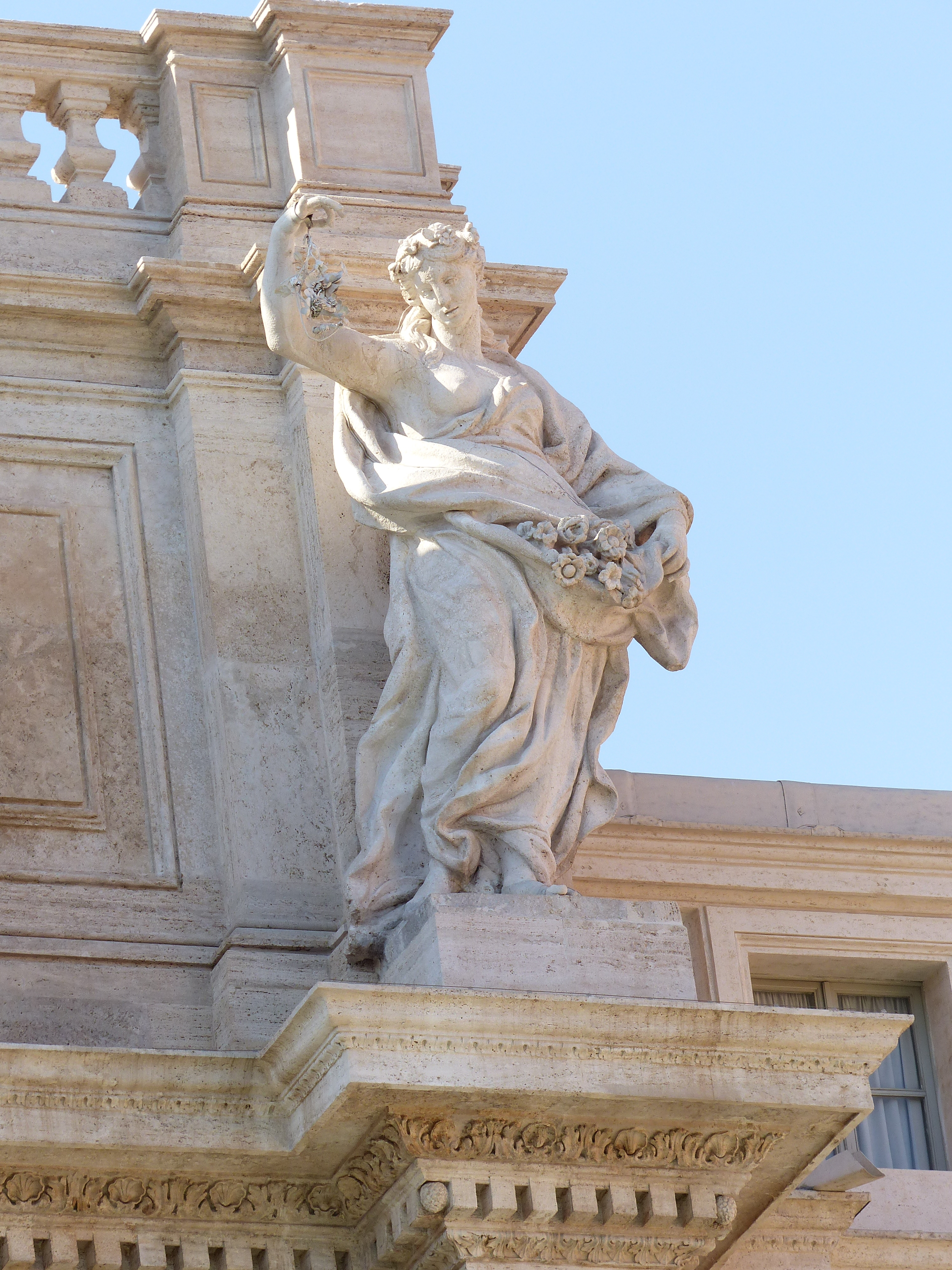
Allegorie der satten Wiesen
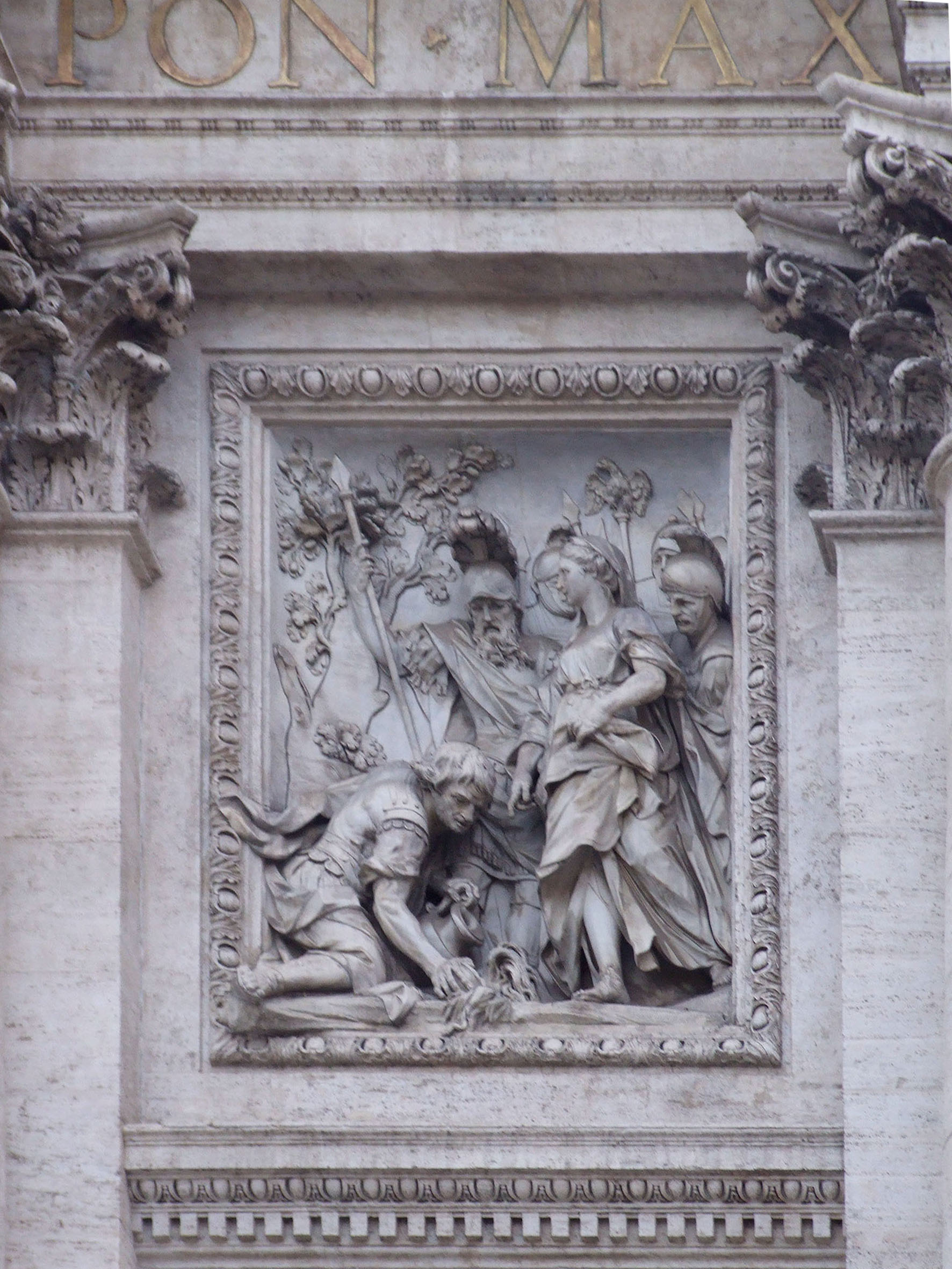
Die Jungfrau zeigt Agrippa die Quelle
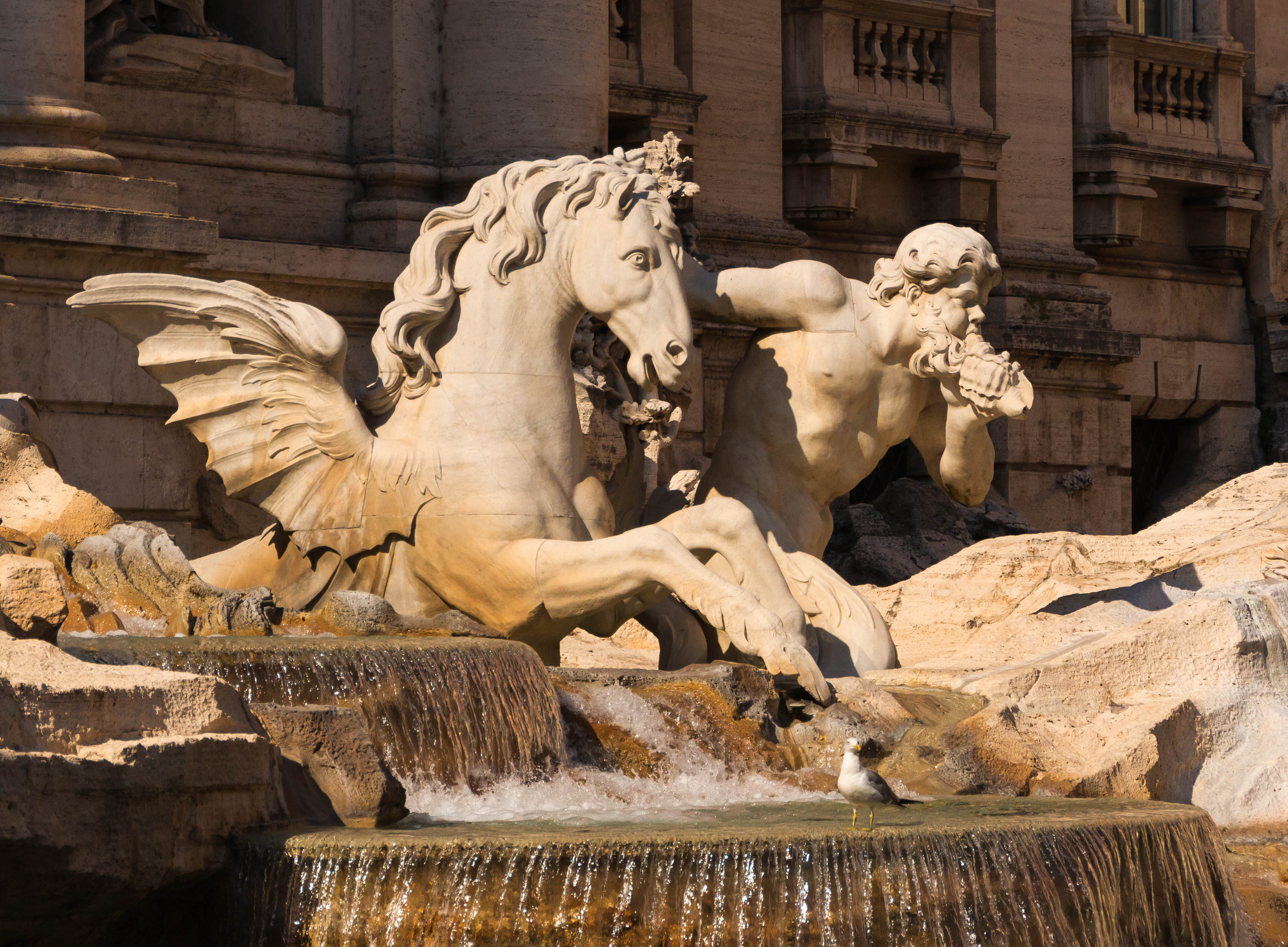
Triton und Wasserpferd

## Legenden
Der Legende nach sollen Agrippa und seine Soldaten auf der Rückkehr von der Seeschlacht gegen Kleopatra und Marcus Antonius in den Sabiner Bergen geruht haben, als ihnen eine Jungfrau (lateinisch virgo) eine Quelle mit besonders reinem Wasser zeigte – die Quelle der Aqua Virgo.
Die große Vase vor dem rechten Eck der Fassade soll Salvi aufgestellt haben, um einem Frisör, der dahinter seinen Laden hatte und der ihn geärgert hatte, die Sicht auf den Brunnen zu verstellen.
Ein Volksglaube sagt, dass es Glück bringe, Münzen über die Schulter in den Brunnen zu werfen. Eine Münze führe zu einer sicheren Rückkehr nach Rom, zwei Münzen dazu, dass der Werfende sich in einen Römer oder eine Römerin verliebe, drei Münzen würden zu einer Heirat mit der entsprechenden Person führen. Ursprünglich gab es den Brauch, einen Schluck aus dem Brunnen zu trinken, um wieder nach Rom zurückzukehren.
Die Münzen werden regelmäßig von Bediensteten der Stadt Rom aus dem Wasser geholt. Im Jahr 2013, dem letzten Jahr vor der Restaurierung, kamen so 1,2 Millionen Euro zusammen. Laut laufender Verträge wurde das Geld bis mindestens 2019 an die Caritas gespendet.

## Restaurierungen

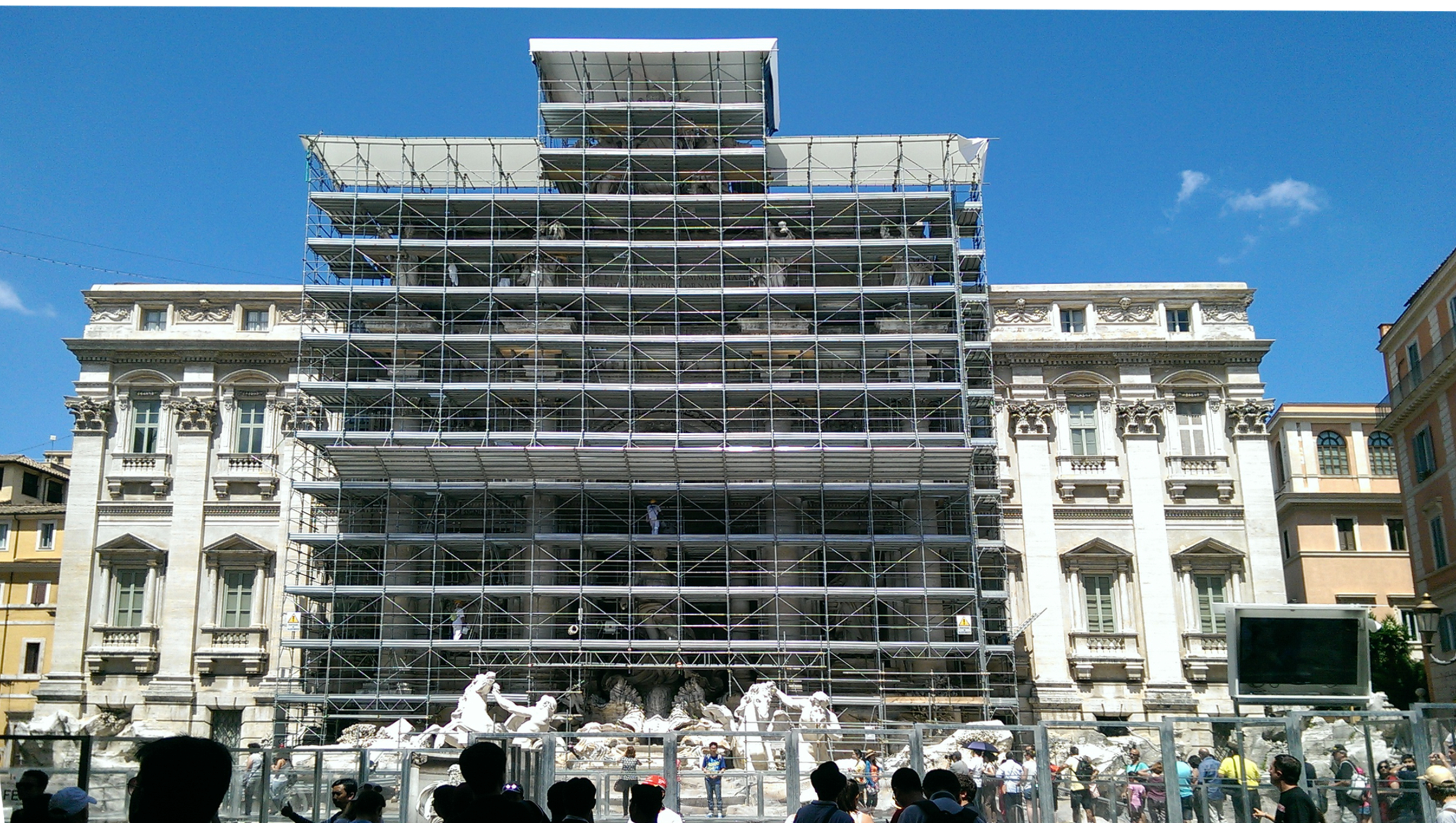
Restaurationsarbeiten im Jahr 2014

In den Jahren 1872, 1989–1991 und 1999 wurde der Brunnen renoviert. Durch einen Bauschaden wurde im Juni 2007 die Wasserleitung Acqua Vergine, die bisher den Brunnen mit Wasser versorgte, unterbrochen. Danach wurde der Trevibrunnen mit regulärem Leitungswasser aufgefüllt, das mittels einer Umwälzpumpe den Brunnen durchlief und nur alle zwei Wochen erneuert werden musste. Erst durch diesen geschlossenen Kreislauf konnte ein Farbanschlag im Oktober 2007 durch den Künstler Graziano Cecchini seine Wirkung erzielen und das gesamte Wasser für Stunden tiefrot färben. Mit der alten Technik wäre die Farbe nach wenigen Minuten weggespült gewesen. Cecchini wiederholte den Farbanschlag im Oktober 2017.
Durch Umwelteinflüsse und Vandalismus nahm der Trevibrunnen zusehends Schaden, sodass sich im Juni 2012 einige Gesimsteile aus der Brunnenanlage lösten und Sorge um die Stabilität der Statuen aufkam. Vom 5. Juni 2014 bis zum 3. November 2015 wurde der Trevibrunnen grundlegend saniert, was von der italienischen Modegruppe Fendi mit 2,18 Millionen Euro finanziert wurde.
Seit der Renovierung des Trevibrunnens 2015 speist die Acqua Vergine wieder das große Becken des Brunnens, während die Wasserspiele durch eine Umwälzpumpe betrieben werden. Außerdem wurde eine Anlage zur Wasserenthärtung eingebaut. Am 18. September 2019 wurde zusätzlich ein neues Beleuchtungssystem, das auf LED-Technik beruht, eingeweiht.

## Filme
In Fellinis La Dolce Vita (Das süße Leben) aus dem Jahr 1960 nimmt Anita Ekberg zusammen mit Marcello Mastroianni ein nächtliches Bad im Brunnen. Dieses ist eine der bekanntesten Szenen der Filmgeschichte, die nicht unwesentlich zur Beliebtheit des Brunnens bei Touristen beigetragen hat.
Der Brauch, Münzen zu werfen, wurde durch den amerikanischen Film Drei Münzen im Brunnen (Three Coins in the Fountain) aus dem Jahr 1954 populär.
Im Film Totòtruffa 62 versucht der italienische Komiker Totò den Trevibrunnen an einen Touristen zu verkaufen. Damit wurde damals schon der Brunnen als Touristenmagnet karikiert.
Im Musikvideo zum Titel Pfüati Gott, Elisabeth aus dem Jahr 1984 der deutschen Band Spider Murphy Gang sitzt der Sänger in einem Smoking und mit blauem Auge im Becken des Trevibrunnens.
Außerdem kommt der Brunnen in Szenen zahlreicher Filme wie Ein Herz und eine Krone und im Musikvideo zu Thank You For Loving Me von Bon Jovi vor. In einer Anfangsszene des Kampfsportfilms Die Todeskralle schlägt wieder zu von 1972 fährt Schauspieler Bruce Lee in einem weißen Cabriolet am Trevibrunnen vorbei.

## Trivia
Im Caesars Palace in Las Vegas wurde neben anderen römischen Sehenswürdigkeiten auch der Trevibrunnen nachgebaut.
Am 20. Juni 2003 warf Anita Ekberg in Berlin, zur Wiederinbetriebnahme des Brunnens auf dem Hausvogteiplatz und in Anspielung auf ihre berühmte Filmszene, eine erste Münze in das Brunnenbecken.
Der Spielwarenhersteller Lego hat 2014 den Trevibrunnen neben anderen Architektur-Ikonen wie der Villa Savoye, der Seattle Space Needle oder dem Brandenburger Tor im Rahmen seiner „Architecture“ Reihe als 731-teiliges Modell kreiert. 2025 kommt eine neue, größere Version mit 1880 Teilen auf den Markt.